# Cylindromyia atratula
Cylindromyia atratula är en tvåvingeart som beskrevs av Malloch 1930. Cylindromyia atratula ingår i släktet Cylindromyia och familjen parasitflugor. Inga underarter finns listade i Catalogue of Life.